# Simning vid världsmästerskapen i simsport 2023 – Herrarnas 200 meter frisim
Herrarnas 200 meter frisim vid världsmästerskapen i simsport 2023 avgjordes mellan den 24 och 25 juli 2023 i Marine Messe Fukuoka i Fukuoka i Japan.
Brittiske Matthew Richards tog guld efter ett lopp på 1 minut och 44,30 sekunder. Silvret togs av hans landsman Tom Dean och bronset togs av koreanske Hwang Sun-woo.

## Rekord
Inför tävlingens start fanns följande världs- och mästerskapsrekord:
|                   | Namn            | Nation   | Tid     | Ort          | Datum        |
| ----------------- | --------------- | -------- | ------- | ------------ | ------------ |
| Världsrekord      | Paul Biedermann | Tyskland | 1.42,00 | Rom, Italien | 28 juli 2009 |
| Mästerskapsrekord | Paul Biedermann | Tyskland | 1.42,00 | Rom, Italien | 28 juli 2009 |

## Resultat

### Försöksheat
Försöksheaten startade den 24 juli klockan 11:27.
| Placering | Heat | Bana | Namn                  | Nationalitet                | Tid     | Noteringar |
| --------- | ---- | ---- | --------------------- | --------------------------- | ------- | ---------- |
| 1         | 7    | 3    | Luke Hobson           | USA                         | 1.45,69 | 0Q0        |
| 2         | 8    | 5    | Matthew Richards      | Storbritannien              | 1.45,82 | 0Q0        |
| 3         | 8    | 4    | David Popovici        | Rumänien                    | 1.45,86 | 0Q0        |
| 4         | 7    | 5    | Tom Dean              | Storbritannien              | 1.46,02 | 0Q0        |
| 5         | 7    | 2    | Lee Ho-joon           | Sydkorea                    | 1.46,21 | 0Q0        |
| 6         | 6    | 3    | Kieran Smith          | USA                         | 1.46,38 | 0Q0        |
| 7         | 7    | 1    | Lucas Henveaux        | Belgien                     | 1.46,40 | 0Q0        |
| 8         | 6    | 5    | Katsuhiro Matsumoto   | Japan                       | 1.46,44 | 0Q0        |
| 9         | 6    | 6    | Fernando Scheffer     | Brasilien                   | 1.46,45 | 0Q0        |
| 10        | 8    | 3    | Felix Auböck          | Österrike                   | 1.46,48 | 0Q0        |
| 11        | 6    | 4    | Pan Zhanle            | Kina                        | 1.46,49 | 0Q0        |
| 12        | 6    | 8    | Alexander Graham      | Australien                  | 1.46,58 | 0Q0        |
| 13        | 6    | 2    | Marco De Tullio       | Italien                     | 1.46,69 | 0Q0        |
| 13        | 7    | 4    | Hwang Sun-woo         | Sydkorea                    | 1.46,69 | 0Q0        |
| 13        | 8    | 7    | Rafael Miroslaw       | Tyskland                    | 1.46,69 | 0Q0        |
| 16        | 8    | 6    | Antonio Djakovic      | Schweiz                     | 1.46,70 | 0Q0        |
| 17        | 8    | 2    | Danas Rapšys          | Litauen                     | 1.46,87 |            |
| 17        | 8    | 8    | Hadrien Salvan        | Frankrike                   | 1.46,87 |            |
| 19        | 6    | 0    | Jorge Iga             | Mexiko                      | 1.46,89 |            |
| 20        | 6    | 7    | Kai Taylor            | Australien                  | 1.46,94 |            |
| 21        | 7    | 7    | Denis Loktev          | Israel                      | 1.47,08 |            |
| 22        | 8    | 9    | Robin Hanson          | Sverige                     | 1.47,09 |            |
| 23        | 8    | 1    | Nándor Németh         | Ungern                      | 1.47,11 |            |
| 24        | 6    | 1    | Stefano di Cola       | Italien                     | 1.47,27 |            |
| 25        | 5    | 3    | Kamil Sieradzki       | Polen                       | 1.47,34 |            |
| 26        | 5    | 6    | Alfonso Mestre        | Venezuela                   | 1.47,36 |            |
| 27        | 5    | 5    | Velimir Stjepanović   | Serbien                     | 1.47,93 |            |
| 28        | 7    | 9    | Kregor Zirk           | Estland                     | 1.48,00 |            |
| 29        | 8    | 0    | Roman Fuchs           | Frankrike                   | 1.48,13 |            |
| 30        | 5    | 4    | Khiew Hoe Yean        | Malaysia                    | 1.48,18 |            |
| 31        | 7    | 0    | Dimitrios Markos      | Grekland                    | 1.48,84 |            |
| 32        | 7    | 8    | Hong Jinquan          | Kina                        | 1.48,93 |            |
| 33        | 5    | 1    | Glen Lim Jun Wei      | Singapore                   | 1.49,13 |            |
| 34        | 6    | 9    | Luis Domínguez        | Spanien                     | 1.49,28 |            |
| 35        | 5    | 2    | Jovan Lekić           | Bosnien och Hercegovina     | 1.49,54 |            |
| 36        | 4    | 5    | Joaquín Vargas        | Peru                        | 1.49,85 |            |
| 37        | 4    | 1    | František Jablčník    | Slovakien                   | 1.50,61 |            |
| 38        | 4    | 3    | Santiago Corredor     | Colombia                    | 1.50,68 |            |
| 39        | 4    | 2    | Pit Brandenburger     | Luxemburg                   | 1.51,27 |            |
| 39        | 4    | 4    | Wesley Roberts        | Cooköarna                   | 1.51,27 |            |
| 41        | 5    | 7    | Zac Reid              | Nya Zeeland                 | 1.51,66 |            |
| 42        | 4    | 8    | Omar Abbass           | Syrien                      | 1.52,11 |            |
| 43        | 5    | 8    | Dulyawat Kaewsriyong  | Thailand                    | 1.52,24 |            |
| 44        | 4    | 6    | Righardt Muller       | Sydafrika                   | 1.52,25 |            |
| 45        | 3    | 2    | Loris Bianchi         | San Marino                  | 1.53,10 | 0NR0       |
| 46        | 5    | 0    | Hoàng Quý Phước       | Vietnam                     | 1.53,67 |            |
| 47        | 4    | 0    | Pavel Alovatki        | Moldavien                   | 1.54,19 |            |
| 48        | 5    | 9    | Baturalp Ünlü         | Turkiet                     | 1.54,56 |            |
| 49        | 3    | 4    | Matheo Mateos         | Paraguay                    | 1.54,67 |            |
| 50        | 3    | 3    | Sauod Alshamroukh     | Kuwait                      | 1.54,77 |            |
| 51        | 4    | 9    | Alberto Vega          | Costa Rica                  | 1.55,07 |            |
| 52        | 3    | 6    | Henrique Mascarenhas  | Angola                      | 1.55,09 |            |
| 53        | 3    | 0    | Monyo Maina           | Suspended Member Federation | 1.55,28 |            |
| 54        | 1    | 3    | Artur Barseghyan      | Armenien                    | 1.55,69 |            |
| 55        | 2    | 0    | Lin Sizhuang          | Macao                       | 1.55,87 |            |
| 56        | 3    | 1    | Mauricio Arias        | Dominikanska republiken     | 1.55,90 |            |
| 57        | 4    | 7    | Simon Doueihy         | Libanon                     | 1.55,96 |            |
| 58        | 2    | 8    | Mahmoud Abu Garbieh   | Palestina                   | 1.56,37 | 0NR0       |
| 59        | 2    | 4    | Nasir Yahya Hussain   | Nepal                       | 1.57,26 |            |
| 60        | 3    | 7    | Ado Gargovic          | Montenegro                  | 1.57,81 |            |
| 61        | 3    | 8    | Clinton Opute         | Nigeria                     | 1.57,92 |            |
| 62        | 2    | 6    | Justino Pale          | Moçambique                  | 1.58,32 |            |
| 63        | 2    | 2    | Muhammad Siddiqui     | Pakistan                    | 1.58,36 |            |
| 64        | 3    | 3    | Mohammed Al Zaki      | Saudiarabien                | 1.58,96 |            |
| 65        | 1    | 1    | Ali Sadeq Alawi       | Bahrain                     | 1.59,08 | 0NR0       |
| 66        | 2    | 2    | Mal Gashi             | Kosovo                      | 1.59,20 |            |
| 67        | 1    | 1    | Hussein Suwaed        | Irak                        | 1.59,69 |            |
| 68        | 2    | 5    | Issa Al-Adawi         | Oman                        | 2.00,09 |            |
| 69        | 2    | 7    | Israel Poppe          | Guam                        | 2.02,57 |            |
| 70        | 2    | 9    | Diego Aranda          | Uruguay                     | 2.02,84 |            |
| 71        | 2    | 1    | Sangay Tenzin         | Bhutan                      | 2.06,93 |            |
| 72        | 1    | 4    | Kyler Anthony Kihleng | Mikronesiska federationen   | 2.07,89 |            |
| 73        | 3    | 5    | Mark Ducaj            | Albanien                    | 0DNS0   | 0DNS0      |
| 73        | 7    | 6    | Lukas Martens         | Tyskland                    | 0DNS0   | 0DNS0      |

### Semifinaler
Semifinalerna startade den 24 juli klockan 21:11.
| Placering | Heat | Bana | Namn                | Nationalitet   | Tid     | Noteringar |
| --------- | ---- | ---- | ------------------- | -------------- | ------- | ---------- |
| 1         | 2    | 5    | David Popovici      | Rumänien       | 1.44,70 | 0Q0        |
| 2         | 2    | 4    | Luke Hobson         | USA            | 1.44,87 | 0Q0        |
| 3         | 1    | 1    | Hwang Sun-woo       | Sydkorea       | 1.45,07 | 0Q0        |
| 4         | 1    | 5    | Tom Dean            | Storbritannien | 1.45,29 | 0Q0        |
| 5         | 1    | 4    | Matthew Richards    | Storbritannien | 1.45,40 | 0Q0        |
| 6         | 2    | 3    | Lee Ho-joon         | Sydkorea       | 1.45,93 | 0Q0        |
| 7         | 1    | 3    | Kieran Smith        | USA            | 1.45,96 | 0Q0        |
| 8         | 1    | 2    | Felix Auböck        | Österrike      | 1.45,97 |            |
| 8         | 1    | 6    | Katsuhiro Matsumoto | Japan          | 1.45,97 |            |
| 10        | 2    | 1    | Marco De Tullio     | Italien        | 1.46,05 |            |
| 10        | 2    | 7    | Pan Zhanle          | Kina           | 1.46,05 |            |
| 12        | 2    | 8    | Rafael Miroslaw     | Tyskland       | 1.46,30 |            |
| 13        | 1    | 7    | Alexander Graham    | Australien     | 1.46,61 |            |
| 14        | 1    | 8    | Antonio Djakovic    | Schweiz        | 1.46,66 |            |
| 15        | 2    | 6    | Lucas Henveaux      | Belgien        | 1.46,77 |            |
| 16        | 2    | 2    | Fernando Scheffer   | Brasilien      | 1.47,35 |            |

#### Omsimning
Omsimningen startade den 24 juli klockan 22:00.
| Placering | Bana | Namn                | Nationalitet | Tid     | Noteringar |
| --------- | ---- | ------------------- | ------------ | ------- | ---------- |
| 1         | 4    | Felix Auböck        | Österrike    | 1.46,30 | 0Q0        |
| 2         | 5    | Katsuhiro Matsumoto | Japan        | 1.46,37 |            |

### Final
Finalen startade den 25 juli klockan 20:02.
| Placering | Bana | Namn             | Nationalitet   | Tid     | Noteringar |
| --------- | ---- | ---------------- | -------------- | ------- | ---------- |
| 1         | 2    | Matthew Richards | Storbritannien | 1.44,30 |            |
| 2         | 6    | Tom Dean         | Storbritannien | 1.44,32 |            |
| 3         | 3    | Hwang Sun-woo    | Sydkorea       | 1.44,42 | 0NR0       |
| 4         | 4    | David Popovici   | Rumänien       | 1.44,90 |            |
| 5         | 5    | Luke Hobson      | USA            | 1.45,09 |            |
| 6         | 7    | Lee Ho-joon      | Sydkorea       | 1.46,04 |            |
| 7         | 1    | Kieran Smith     | USA            | 1.46,10 |            |
| 8         | 8    | Felix Auböck     | Österrike      | 1.46,40 |            |